# África Occidental Alemana
África Occidental Alemana (en alemán: Deutsch-Westafrika) fue una designación poco utilizada para las colonias alemanas en África occidental entre 1884 y 1919. El término se usaba normalmente para los territorios de Kamerun y Togolandia. El África Occidental Alemana no era una unidad administrativa, sin embargo el término se usaba en el comercio y en la lengua vernácula. Rara vez también se incluía al África del Sudoeste Alemana.

## Historia

### Intereses alemanes en África occidental antes de 1884

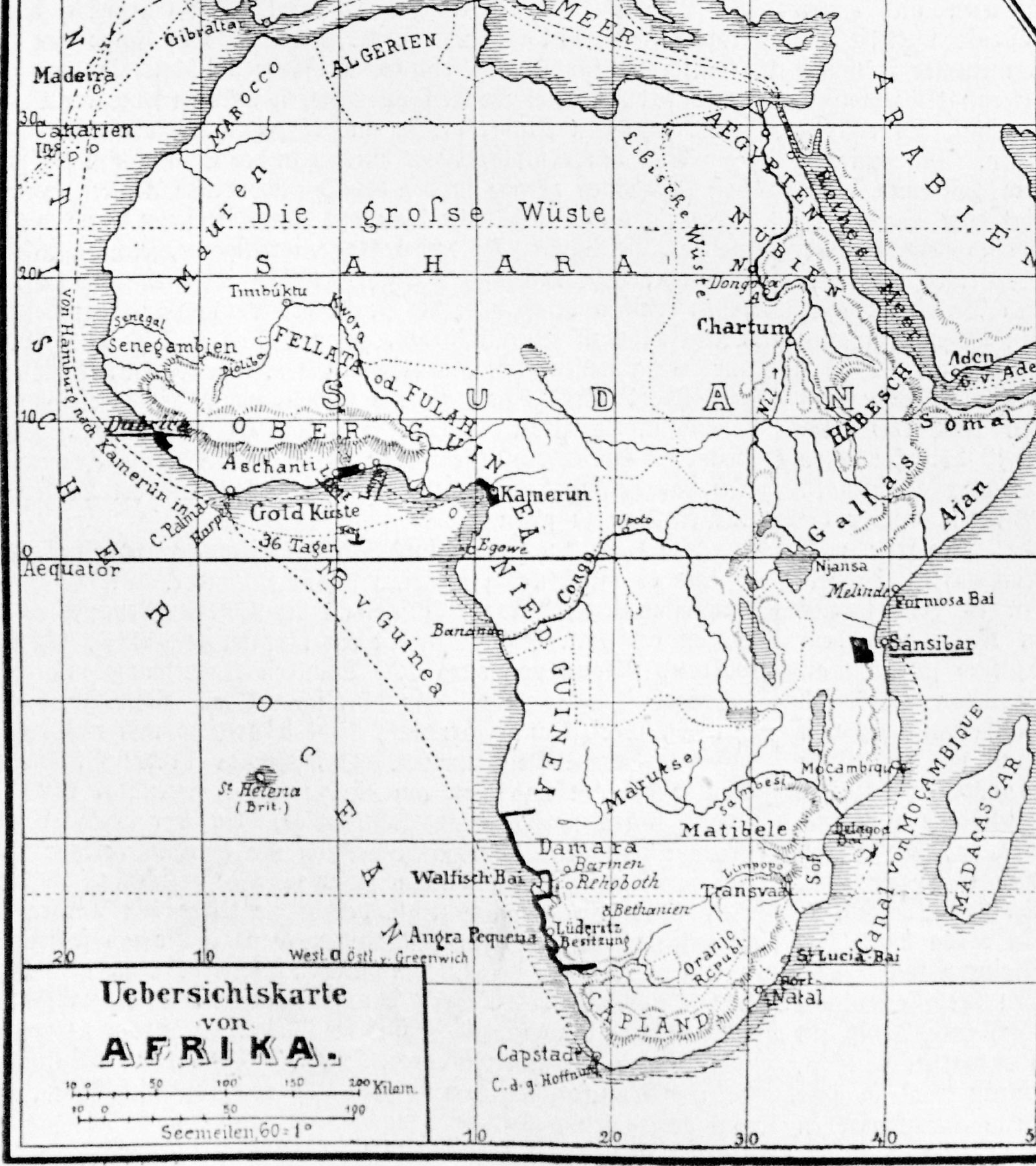
Mapa de 1885 que muestra los intereses alemanes en África occidental (Kapitaï y Koba aparecen como "Dubrica").

El interés alemán en África occidental data de los siglos XVII y XVIII, cuando el Ducado de Curlandia y Brandeburgo-Prusia establecieron fortificaciones y puestos comerciales en la región. Después de 1720 no hubo presencia alemana en África occidental hasta mediados del siglo XIX, cuando las empresas comerciales alemanas, entre ellas C. Woermann, Jantzen & Thormählen, Wölber & Brohm y G. L. Gaiser se activaron en la costa de África Occidental. Los misioneros alemanes, como la Sociedad Misionera del Norte de Alemania, también estuvieron presentes desde mediados del siglo XIX.
A principios de la década de 1880, los intereses alemanes en África occidental consistían en:
- puestos comerciales en la actual Guinea en Kapitaï y Koba operados por Friedrich Colin
- puestos comerciales en el actual Togo en Baguida y el Pequeño Popo que datan de 1857
- puestos comerciales en la actual Nigeria en Mahinlandia dirigidos por Gustav Nachtigal.
- puestos comerciales y acuerdos con los gobernantes de varias aldeas costeras en el actual Camerún, incluyendo Bimbia, Malimba, Batanga, Kribi. Hubo puestos comerciales y acuerdos alemanes en la tierra de los duala, en Akwa, Bell y Dido, que también tenían acuerdos similares con británicos y otros comerciantes europeos.

La convención anglo-francesa de 1882 generó preocupación entre los comerciantes de Hamburgo de que sus intereses serían amenazados, y comenzaron a buscar la protección del Imperio alemán para sus actividades.: 32–34  Al mismo tiempo que se establecieron los intereses comerciales alemanes en África occidental y se buscaba apoyo gubernamental y naval, el movimiento social más amplio en favor de la colonización estaba ganando terreno. La Sociedad Colonial Alemana (Deutscher Kolonialvereinl) se fundó el 6 de diciembre de 1882 en Fráncfort del Meno con Hermann de Hohenlohe-Langenburg como su primer presidente, y pronto contó con unos 15.000 miembros.

### Comisionado Imperial para África Occidental

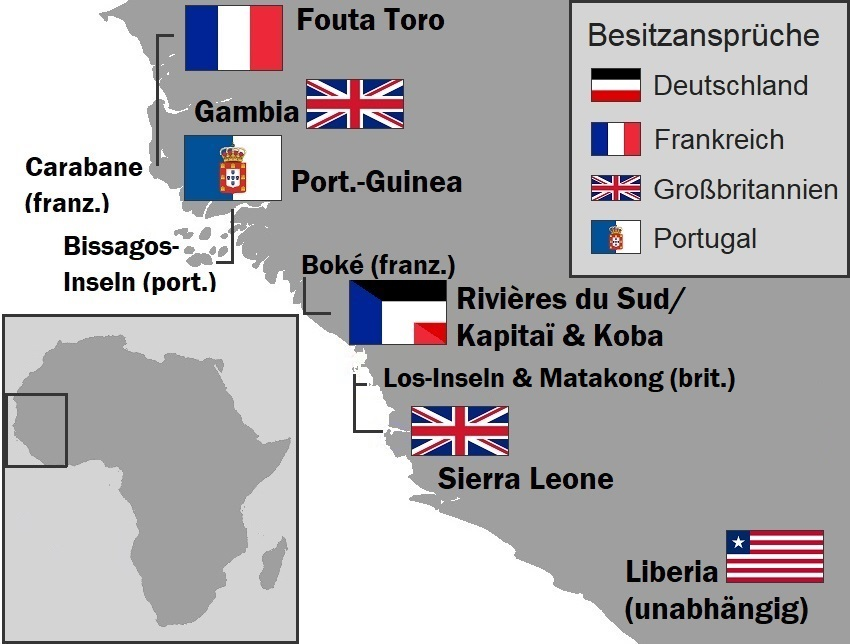
Reclamaciones europeas en África occidental 1885: Rivières du Sud y Kapitaï y Koba se disputaron entre Alemania y Francia.

El canciller Otto von Bismarck solicitó opiniones sobre la posible intervención alemana en África occidental a los senados de Lübeck, Hamburgo y Bremen. En respuesta, Woermann presentó ante el canciller los planes para el establecimiento de una colonia comercial germano-occidental en 1883, que Bismarck recibió inicialmente con algunas reservas. Sin embargo, en diciembre de 1883, el gobierno se comprometió a tomar medidas para proteger a los comerciantes alemanes enviando a un Comisionado Imperial para África Occidental a celebrar tratados formales con los gobernantes locales.: 35 
En mayo de 1884, Bismarck decidió nombrar a Gustav Nachtigal como Comisionado Imperial. Su misión era navegar a lo largo de la costa atlántica del continente, explorar y probar los reclamos alemanes existentes en la región y, donde sea posible, establecer otros nuevos. El plan de Bismarck era utilizar los tratados de Nachitigal para establecer la soberanía alemana sobre áreas clave en África occidental, que luego se regirían de manera indirecta, con la administración realizada principalmente por una empresa comercial.: 39 
En junio de 1884, Nachtigal alcanzó la bahía de Sangaréah y las islas de Los. Envió un partido a tierra para buscar tratados con los gobernantes de Kapitaï y Koba. Sin embargo, cuando llegó el momento, los jefes locales ya habían llegado a acuerdos con Francia y no querían firmar ningún nuevo tratado. Por lo tanto, Nachtigal se dirigió a los puestos comerciales alemanes en la bahía de Benín.
El 5 de julio de 1884, Nachtigal firmó un tratado con Mlapa III, gobernante de Togo (una aldea conocida hoy como Togoville) que establecía un protectorado alemán sobre un tramo de territorio costero. Esto formó la base de la futura colonia alemana de Togolandia. El 14 de julio, Nachtigal levantó la bandera alemana en la ciudad de Bell y firmó tratados que colocaban bajo protección alemana las áreas que se convirtieron en la colonia de Kamerun.: 41  Pasó algunas semanas visitando varios puertos alrededor de la bahía de Biafra antes de navegar hacia el sur, a Gabón, Angola y el suroeste de África. Volvió a Kamerun en diciembre de 1884 y al delta del Níger en enero de 1885. El 29 de enero de 1885 firmó un tratado que llevó a Mahinlandia a la protección alemana. Después de esto, Nachtigal comenzó su viaje de regreso a Alemania, pero sucumbió a la malaria y murió en la costa de Guinea en abril.

### Escuadra del África occidental 1884-1885

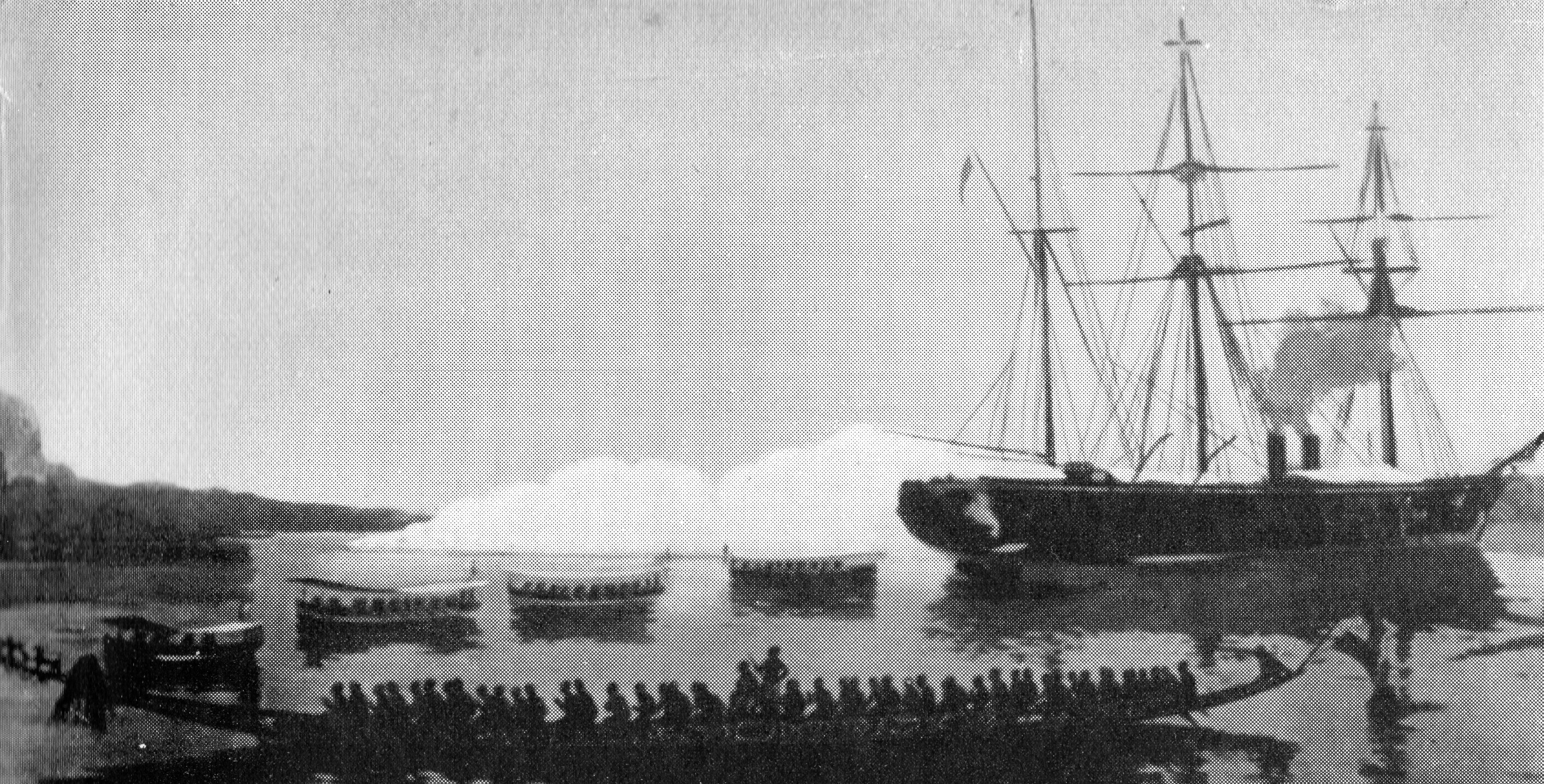
El SMS Olga en el bombardeo de Hickorytown (Duala), 21 de diciembre de 1884.

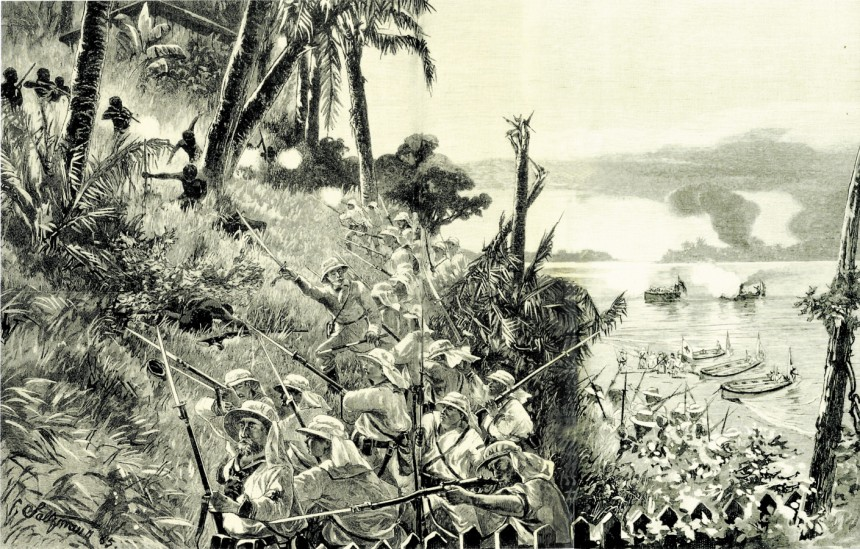
El asalto de Belltown por un grupo de desembarco del SMS Olga, diciembre de 1884 (representación de Carl Saltzmann, 1885).

Después de que Nachtigal completó su misión de establecer los derechos alemanes en África occidental, hubo una necesidad de apoyo naval para reforzarlos. El 30 de septiembre de 1884, el emperador Guillermo I emitió una orden para establecer una escuadra en el África Occidental Alemana bajo el mando del jefe del Estado Mayor del Almirantazgo, el contralmirante Eduard von Knorr. La escuadra estaba compuesta por las corbetas SMS Bismarck (buque insignia), SMS Gneisenau, SMS Ariadne, SMS Olga y el carguero de vapor Adler. El escuadrón partió hacia África Occidental el 30 de octubre. Al llegar a las islas de Cabo Verde, se envió la Ariadne a Liberia y la costa de Guinea y la Gneisenau fue enviada al África Oriental. El 18 de diciembre, el Bismarck y el Olga llegaron al río Camerún.
Poco antes de que llegara la escuadra, el asentamiento del jefe Manga Ndumbe Bell, que había firmado un tratado con Nachtigal, se había incendiado y la bandera alemana fue retirada. El almirante Knorr decidió una intervención inmediata y envió grupos de desembarco a tierra para destruir las aldeas de los rebeldes y arrestar a sus jefes. Dos barcos de vapor costeros, el Fan y el Dualla, fueron utilizados como embarcaciones de desembarco para llevar a 307 soldados a tierra en Hickorytown el 20 de diciembre. El grupo de desembarco recibió la noticia de que los manifestantes en la orilla opuesta habían atacado a las fábricas de Jantzen & Thormählen y se llevaron a sus gerentes, e irrumpieron en la ciudad de Joss para intentar recuperarlos. Al día siguiente, el Olga subió al río en la marea creciente y bombardeó las aldeas locales. El grupo de desembarco volvió a sus barcos el 22 de diciembre. El Olga, con el contraalmirante Knorr a bordo, permaneció en el área donde había tenido lugar el levantamiento antialemán. La calma fue restaurada gradualmente; en enero de 1885 la violencia terminó y en marzo el asesino del gerente de la fábrica fue entregado para su ejecución.
El 23 de marzo de 1885, el barco de guerra SMS Habicht llegó para reemplazar al Olga en su estación permanente en el río, permitiendo que el Olga regresara a casa junto con el Adler. Mientras tanto, el Bismarck navegó por la costa, izando la bandera alemana en varios lugares. Tras la llegada del primer Gobernador Imperial de Kamerun, Julius von Soden, el 7 de julio de 1885, el Bismarck recibió órdenes de navegar hacia África Oriental, mientras que el Cyclop tomó su posición como el segundo en la estación de África Occidental. Después de la pacificación de las disputas tribales y los disturbios en el área bajo protección alemana, la Escuadra de África Occidental se disolvió en julio de ese año.
Sin embargo, en septiembre de 1885 se ordenó al capitán Karl Paschen que volviera a formar la escuadra con los barcos SMS Stosch, SMS Prinz Adalbert y SMS Gneisenau, desplegados bajo el mando del contralmirante Knorr en África Oriental, y que regresara a la costa de África Occidental. En el evento, la demanda múltiple en la pequeña fuerza de cañoneras de Alemania significó que al llegar a Ciudad del Cabo, el Gneisenau recibió una orden de regreso a África Oriental, dejando que solo el Prinz Adalbert y el Stosch continuaran a África Occidental antes de regresar a Alemania, y El escuadrón de África occidental se disolvió finalmente en diciembre de 1885. Después de esto, la Armada Imperial alemana estableció la Estación de África Occidental, cubriendo el área marítima de la costa de esa región. Los buques de guerra fueron asignados a los puertos de las nuevas colonias alemanas.

### Conferencia de África Occidental

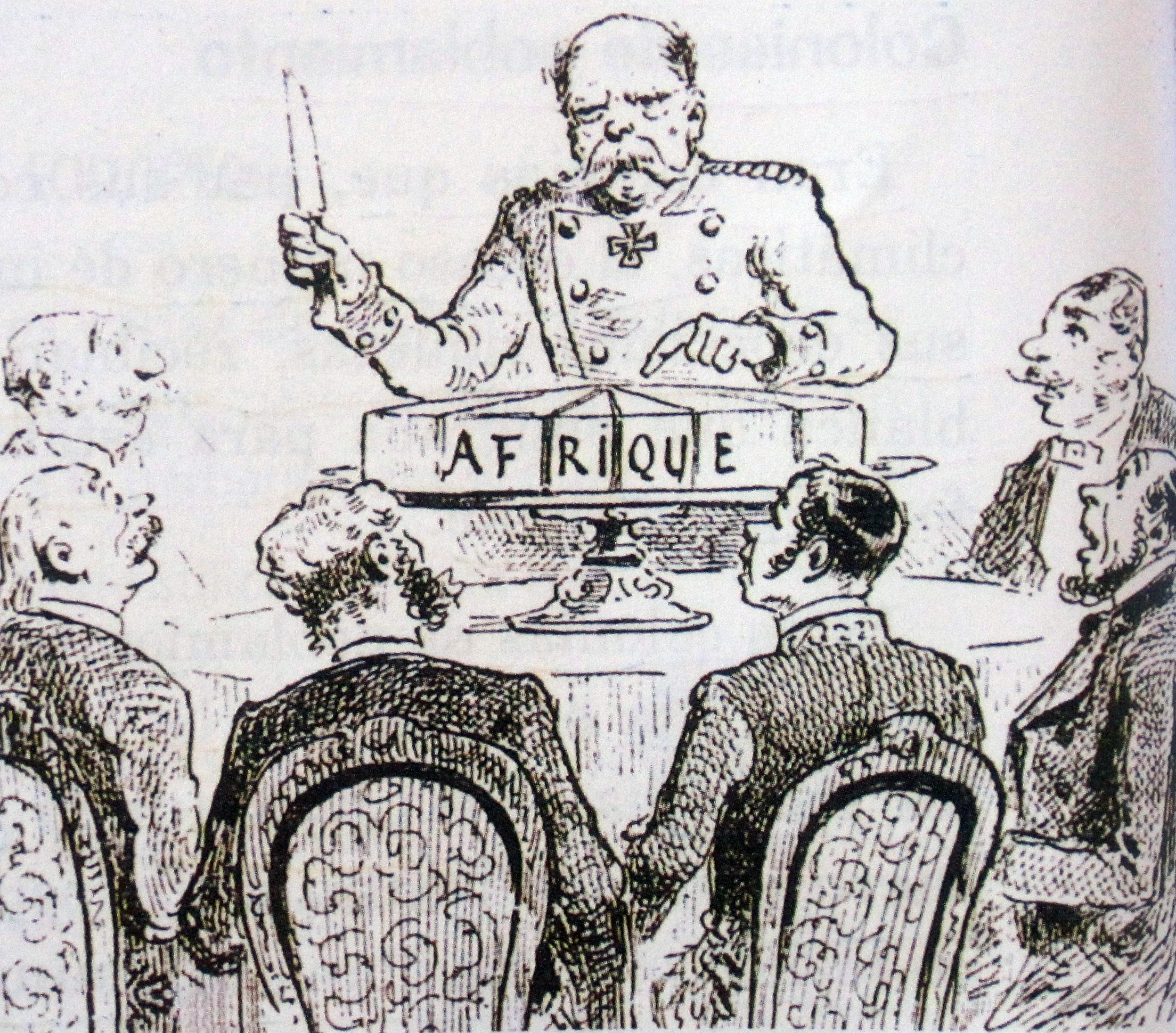
Caricatura de Bismark dividiendo África en la Conferencia de Berlín, 1885.

Habiendo apostado sus reclamos con Nachtigal y respaldándolos con la fuerza naval enviando a la Escuadra de África Occidental, Alemania necesitaba asegurar el reconocimiento internacional de su posición en la región. Bismarck creía que la adquisición de colonias, si bien era costosa y no tenía ningún interés económico o militar real, fue beneficiosa en términos de ganar poder de negociación con otros gobiernos. El objetivo de su política exterior era asegurar un acuerdo internacional que pusiera un control sobre el extenso "imperio informal" que Gran Bretaña había construido. Con el apoyo de Francia, convocó una conferencia en Berlín que ubicaría las adquisiciones de Alemania en África en una base reconocida internacionalmente y establecería las reglas que todas las potencias seguirían en el futuro al hacer reclamos territoriales en el continente.
La Conferencia de Berlín (conocida como la "Conferencia de África Occidental" o la "Conferencia de Congo") se reunió en noviembre de 1884 y permaneció en sesión hasta febrero de 1885. La ley general de la conferencia no hizo mención de Togolandia, Kamerun o cualquier otro territorio específico que no fuera la cuenca del Congo. No obstante, la conferencia confirmó los pasos requeridos para que las potencias reconocieran las reclamaciones territoriales de los demás en África Occidental, pasos que Nachtigal había seguido. Junto con una serie de reclamaciones de otros poderes, las reclamaciones alemanas en África Occidental se reconocieron efectivamente a través de la conferencia. Paralelamente a las sesiones de la conferencia principal, se continuaron las discusiones con el objetivo de evitar posibles conflictos al ordenar las reclamaciones superpuestas y comenzar a definir fronteras. Apenas dos meses después de la Conferencia de Berlín, el 22 de abril de 1885, Alemania concluyó un tratado con Gran Bretaña que estableció las fronteras alrededor del monte Camerún. Al año siguiente, el 6 de mayo de 1886, otro tratado extendió la frontera hacia el este. Un acuerdo con Francia el 24 de diciembre de 1885 fijó que el río Campo servía como la frontera sur de Kamerun.
A medida que avanzaban estos acuerdos fronterizos, Alemania abandonó algunas de sus reclamaciones para consolidar su posición en Togolandia y Kamerun. Así, el 24 de octubre de 1885, Mahinlandia quedó bajo la protección británica a cambio de una compensación territorial a Alemania. El 24 de diciembre de 1885, Kapitaï y Koba fueron cedidos a Francia a cambio de una indemnización en Togo.
En 1884, una expedición dirigida por Eduard Schulze intentó establecer una colonia alemana cerca de Nokki en el Congo, pero no recibió apoyo oficial. La Asociación Internacional Africana reconoció el reclamo alemán, cuyas fronteras nunca se definieron. Sin embargo, en la Conferencia de Berlín, Bismarck cedió los derechos alemanes en Nokki a Portugal.

### Carrera por el Níger
Si bien la Conferencia de Berlín se preocupó en gran medida por el Congo, también hubo competencia entre Alemania, Francia y Gran Bretaña por los derechos sobre el Níger, una arteria importante para la colonización del interior. A pesar del fracaso de la empresa de Gottlieb Leonhard Gaiser en Mahinlandia, los comerciantes alemanes todavía querían el acceso libre de impuestos al alto Níger. La expedición Benue de Paul Staudinger en 1885/86 buscó establecer relaciones con el Califato de Sokoto y el Emirato de Gwandu, pero esto no llevó a la ocupación ni a la protección. Del mismo modo, el intento de Friedrich Colin de llegar a las cabeceras del Níger desde Guinea se quedó en nada después de que Alemania aceptó ceder a Kapitaï y Koba (también conocido como "Colinslandia") a Francia.
En 1894/95, una expedición financiada por el Comité de Togo y dirigió por Hans Gruner intentó adquirir territorios para Alemania en la región central de Níger. Gruner y su compañero Ernst von Carnap-Quernheimb viajaron por el Níger y concluyeron los "tratados de protección" con los jefes de Gwandu y Gurma. Sin embargo, los representantes franceses y británicos firmaron acuerdos similares con los mismos jefes, por lo que no tenían ningún valor para Alemania. Otras incursiones alemanas hacia el Níger, de Erich Kling, Gaston Thierry, Ludwig Wolf y Julius von Zech auf Neuhofen tampoco tuvieron éxito. En última instancia, todo lo que Alemania pudo ganar por sus esfuerzos en la cuenca del Níger fue un ajuste favorable en la frontera entre Togolandia y el África Occidental Francesa cuando la frontera se estableció por acuerdo en 1897.

### Sindicato de África Occidental
En octubre de 1884, con el apoyo de Bismarck, se fundó el Sindicato de África Occidental, cuyo objetivo era hacerse cargo de la administración interna de las colonias de esa zona. Sin embargo, las compañías involucradas se negaron a asumir esta responsabilidad por su cuenta y en su lugar exigieron el establecimiento de la administración del gobierno alemán. La idea de Bismarck del gobierno indirecto en las "áreas protegidas" alemanas había fracasado en África Occidental. En 1886, el sindicato se disolvió.

### Namibia
El primer contacto europeo con lo que se convertiría en Namibia comenzó en enero de 1486 con el portugués Diogo Cão y continuó con los marineros y comerciantes. Sin embargo, durante muchos siglos las instalaciones europeas de la región fueron pequeñas y temporales. En febrero de 1805, la Sociedad Misionera de Londres, estableció una pequeña misión que fracasó. En 1840, la Sociedad Misionera de Londres transfirió todas sus actividades a la Rhenanian Missionary Society. Entre los primeros representantes de esta organización se encuentran Franz Heinrich Kleinschmidt, que llegó en octubre de 1842 y Carl Hugo Hahn, llegado en diciembre de 1842. Empezaron por las iglesias fundadoras. El Rhenanian Missionary Society tuvo inicialmente un impacto significativo en la cultura y el vestido, y más tarde en la política. En ese tiempo los agricultores han comenzado a instalarse.
El 16 de noviembre de 1882 un comerciante de Bremen, Adolf Lüderitz, solicitó la protección del Canciller para instalarse en el sur de África Occidental. Una vez que concedido, el empleado Heinrich Vogelsang fundó una ciudad en la región de Angra Pequena, la ciudad pasó a llamarse Lüderitz. Las reivindicaciones alemanas en esta área se confirmaron en la Conferencia de Berlín de 1885. En 1885, Lüderitz se enfrentaba a dificultades financieras y se vio obligado a vender sus acciones en una empresa privada que más tarde se convirtió en la compañía alemana de África del Oeste.
El 30 de abril de 1885, la Deutsche Kolonialgesellschaft für Südwest-Afrika (Sociedad colonial alemana del África del Sudoeste) fue fundada con el apoyo de un grupo de banqueros alemanes (Gerson von Bleichröder, Adolph von Hansemann), la industria (Conde Guido Henckel von Donnersmarck) y políticos (el alcalde de Frankfurt, Johannes von Miquel). Esta empresa compró todos los derechos sobre la tierra y mineral de Adolf Lüderitz, siguiendo la política de Bismarck de que los fondos privados eran preferibles a los fondos públicos para el desarrollo de las colonias. Durante el año 1885, la compañía exploró nuevos territorios. El 17 de abril de 1886, una ley creó un sistema legal para la colonia, la ley establecía un sistema legal diferente para europeos e indígenas.
Con los años, las relaciones entre los colonos alemanes y los nativos empeoraron. Además, hay que añadir la presencia de la cercana colonia británica de Walvis Bay, que dio lugar a que el número de granjeros y misioneros creciera. Una compleja red de tratados, acuerdos y rencillas añadía mayor inestabilidad a la región. En 1888, un primer grupo de 20 Schutztruppen (tropas coloniales alemanas) llegó para proteger la colonia de Otjimbingwe. Al final del año, el comisionado alemán Heinrich Göring se vio obligado a huir a Walvis Bay después del fracaso de las negociaciones con un grupo o clan local. En la década de 1890, después de los problemas financieros, la colonia fue declarada una colonia de la Corona y más Schutztruppen fueron enviados a la región.

## Territorios
Las áreas bajo el dominio alemán en África occidental entre 1884 y 1919 fueron las siguientes (excluyendo el África del Sudoeste Alemana):
| Territorio                   | Periodo   | Área (aprox.)                                      | Población (aprox.) | Países actuales                                         |
| ---------------------------- | --------- | -------------------------------------------------- | ------------------ | ------------------------------------------------------- |
| Altkamerun (sin el noreste)  | 1884-1919 | 488,000 km² (excluyendo "Entenschnabel")           | 2,588,000          | Camerún Nigeria                                         |
| Ambasbay/Victoria            | 1887–1919 | ?                                                  | 12,000             | Camerún                                                 |
| Entenschnabel (Pico de Pato) | 1894-1911 | 12,000 km²                                         | ?                  | Camerún Chad                                            |
| Kapitaï y Koba               | 1884-1885 | 2,310 km²                                          | 35,000             | Guinea                                                  |
| Mahinlandia                  | 1885      | ?                                                  | 10,000             | Nigeria                                                 |
| Neukamerun (Deutsch-Kongo)   | 1911-1919 | 295,000 km²                                        | 2,000,000          | Gabón República del Congo Chad República Centroafricana |
| Área de Salaga (este)        | 1899-1919 | ?                                                  | ?                  | Ghana                                                   |
| Togolandia                   | 1884-1919 | 87,200 km² (incluyendo el área oriental de Salaga) | 1,000,000          | Ghana Togo                                              |
| Total                        |           | 879,510 km²                                        | 5,645,000          |                                                         |